# Blue Mountain Peak
Blue Mountain Peak – szczyt w pasmie Gór Błękitnych, na Jamajce. Leży we wschodniej części wyspy i jest jej najwyższym szczytem. Okolice szczytu wyróżniają się chłodnym klimatem, w zimie zdarzają się nawet opady śniegu. Przy dobrej pogodzie ze szczytu można zobaczyć Kubę. Występuje tu kilka endemicznych gatunków roślin.